# Director tehnic
Directorul Tehnic, cunoscut și ca Manager Tehnic, Manager de Tehnologii sau Director de Tehnologie (în engleză CTO sau chief technology officer) reprezintă o funcție într-o companie sau orice altă entitate, al cărei deținător gestionează problemele tehnologice și științifice din cadrul acesteia.